# NGC 2230
NGC 2230 је елиптична галаксија у сазвежђу Златна риба која се налази на NGC листи објеката дубоког неба.
Деклинација објекта је - 64° 59' 34" а ректасцензија 6h 21m 27,9s. Привидна величина (магнитуда) објекта NGC 2230 износи 13,1 а фотографска магнитуда 14,1. NGC 2230 је још познат и под ознакама ESO 87-9, AM 0621-645, DRCG 50-42, PGC 18873.